# Nemausus
Nemausus este numele din Antichitate al actualului oraș Nîmes, din Republica Franceză. 
Înainte de incorporarea sa în Republica Romană, Nemausus a fost capitalal volcilor arecomici, unul dintre triburile Galliei Narbonensis.